# Goeiemorgen, morgen
Chansons représentant la Belgique au Concours Eurovision de la chanson
Viens l'oublier
(1970) À la folie ou pas du tout
(1972)
Singles de Nicole & Hugo
Jij
(1971)
Goeiemorgen, morgen (« Bonjour, jour ») est une chanson enregistrée par le duo belge de Nicole & Hugo parue sur l'album Nicole Josy en Hugo Sigal et sortie en 45 tours en 1971.
La chanson est interprétée par Jacques Raymond et Lily Castel pour représenter la Belgique au Concours Eurovision de la chanson 1971 se déroulant à Dublin. Le duo de Jacques Raymond et Lily Castel a été choisi par la BRT en remplacement de Nicole et Hugo, Nicole Josy étant tombée malade peu avant la tenue du concours le 3 avril 1971. Nicole et Hugo participeront finalement à l'Eurovision 1973 pour la Belgique avec la chanson Baby, Baby.
La chanson a également été enregistrée par Nicole et Hugo dans une version francophone sous le titre La vie chante.

## À l'Eurovision
Elle est intégralement interprétée en néerlandais, l'une des langues nationales de la Belgique, comme l'impose la règle entre 1966 et 1973. L'orchestre est dirigé par Francis Bay.
Goeiemorgen, morgen est la 10e chanson interprétée lors de la soirée, suivant Jack in the Box de Clodagh Rodgers pour le Royaume-Uni et précédant L'amore è un attimo de Massimo Ranieri pour l'Italie.
À la fin du vote, Goeiemorgen, morgen obtient 68 points et se classe 14e — à égalité avec Tvoj dječak je tužan de Krunoslav Slabinac pour la Yougoslavie — sur les 18 chansons participantes,.

## Reprises et autres versions
En 1971, le duo suédois Monica Forsberg (en) et Jörgen Edman (sv) a repris la chanson dans une version en suédois sous le titre God morgon, morgon.
En 2012, une nouvelle version de Goeiemorgen, morgen a été enregistrée par Nicole & Hugo qui s'est classée 6e au Top 10 flamand de Radio 2 et 7e au hit-parade flamand néerlandophone Vlaamse top 10.

## Liste des titres
| A1. | Goeiemorgen, morgen      | Phil Van Cauwenbergh                   | Paul Quintens | 2:44 |
| B1. | Er gaat altijd een trein | Phil Van Cauwenbergh, Jef Vanden Bergh | Paul Quintens | 2:25 |

| A1. | La vie chante (version française de Goeiemorgen, morgen)                 | Phil Van Cauwenbergh adaptation : Mya Simille, Michel Delancray           | Paul Quintens | 2:44 |
| B1. | Il y a toujours un train (version française de Er gaat altijd een trein) | Phil Van Cauwenbergh, Jef Vanden Bergh adaptation : Jean Darlier, J. Hand | Paul Quintens | 2:30 |

## Classements

### Classements hebdomadaires

#### Version originale
| Classement (1971)                      | Meilleure position |
| -------------------------------------- | ------------------ |
| Belgique (Flandre Ultratop 50 Singles) | 9                  |
| Belgique (Flandre Vlaamse top 10)      | 2                  |

| Classement (2016)                         | Meilleure position |
| ----------------------------------------- | ------------------ |
| Belgique (Flandre Back Catalogue Singles) | 38                 |

#### Version de 2012
| Classement (2012)                 | Meilleure position |
| --------------------------------- | ------------------ |
| Belgique (Flandre Ultratip 100)   | 32                 |
| Belgique (Flandre Vlaamse top 10) | 7                  |

## Historique de sortie
| Pays      | Titre               | Date | Format   | Label         |
| --------- | ------------------- | ---- | -------- | ------------- |
| Belgique, | Goeiemorgen, morgen | 1971 | 45 tours | Pims          |
| Belgique, | La vie chante       | 1971 | 45 tours | Hebra Records |
| Espagne   | La vie chante       | 1971 | 45 tours | Ariola        |
| France    | La vie chante       | 1971 | 45 tours | Disc AZ       |
| Pays-Bas  | Goeiemorgen, morgen | 1971 | 45 tours | Delta         |